# 752
Évszázadok: 7. század – 8. század – 9. század
Évtizedek: 700-as évek – 710-es évek – 720-as évek – 730-as évek – 740-es évek – 750-es évek – 760-as évek – 770-es évek – 780-as évek – 790-es évek – 800-as évek
Évek: 747 – 748 – 749 – 750 –  751 – 752 – 753 – 754 – 755 – 756 – 757

## Események

### Európa
- Kis Pippin frank király hadjáratot indít a Septimaniát elfoglaló arabok ellen. Nîmes, Melguelh, Agde és Béziers vizigót grófjai átállnak a frankok oldalára és segítenek nekik ostrom alá venni Septimania legnagyobb városát, Narbonne-t. Az ostrom éveken át húzódik, közben a város a tengeren keresztül folyamatosan kap utánpótlást.
- A wessexi Cuthred Burfordnál legyőzi Æthelbald merciai királyt, így kiszabadul a vazallusi státuszából.
- Aistulf longobárd király elfoglalja az utolsó bizánci városokat is Itáliában (az öt városból álló pentapoliszi dukátust az Adria partján). Ezután Itália királyává nyilvánítja magát és adót követel a pápától.
- Márciusban meghal Zakariás pápa. Utódjául Istvánt választják, aki azonban még felszentelése előtt szélütéstől meghal. A megismételt pápaválasztáson II. István (korábban III. Istvánként is emlegetett) lesz a győztes, aki segítséget kér V. Kónsztantinosz bizánci császártól a longobárd fenyegetés miatt, de csak jó tanácsokat kap. István inkább a frank királytól, Kis Pippintől kér segítséget.[1]

### Abbászida Kalifátus
- Abd al-Rahmán ibn Habíb al-Fihrí ifríkijai kormányzó elűzi a tripolitániai városokat elfoglaló berber ibáditákat, akik a déli hegyekben keresnek menedéket. Megerősítve uralmát al-Fihrí átkel hadseregével Szicíliába, de az ottani védelmet túl erősnek ítéli és a partvidék kifosztása után visszatér Észak-Afrikába.

## Születések
- Ali ibn Muhammad al-Madáini, arab történetíró
- Athéni Eiréné, IV. León bizánci császár felesége

## Halálozások
- március 15. – Zakariás, római pápa[1]
- március 25. vagy március 26. – István, pápajelölt[1]

## Fordítás
- Ez a szócikk részben vagy egészben  a(z)   752 című angol Wikipédia-szócikk ezen változatának fordításán alapul.  Az eredeti cikk szerkesztőit annak laptörténete sorolja fel. Ez a jelzés csupán a megfogalmazás eredetét és a szerzői jogokat jelzi, nem szolgál a cikkben szereplő információk forrásmegjelöléseként.